# 뉴저지 공과 대학
뉴저지 공과 대학(New Jersey Institute of Technology, NJIT)은 미국 뉴저지주 뉴어크에 위치한 공립 연구형 대학이다. 저지시티에 대학원 학위를 수여하는 위성 캠퍼스가 위치한다. 1881년 에드워드 웨스턴 등 지역 산업가 및 발명가들의 지원을 받아 설립되었다. 1885년 "Newark Technical School"라는 교명으로 88명의 학생과 함께 개교하였다.